# 郭闻潮
郭闻潮（1989年7月20日—），原名郭明鑫，中国辽宁省沈阳市人，围棋职业五段棋手。他2002年入段，2009年7月升为五段。

## 国内比赛成绩
2008年全国围棋个人赛男子乙组亚军。2009年、2012年、2013年、2015年、2016年代表苏泊尔杭州队参加围甲联赛。

## 国际比赛成绩
2011年第16届三星财产杯本赛中先负姜东润，后于败者组连胜宋容慧和姜东润，进入16强。16强赛负于朴永训。2013年第1届梦百合杯本赛连胜张维和毛睿龙进入16强，后负于周睿羊。